# Sergej Šachraj
Sergej Semënovič Šachraj (in russo Серге́й Семёнович Шахрай?; 28 giugno 1958) è un ex pattinatore artistico su ghiaccio sovietico, dal 1991 russo, specializzato nel pattinaggio artistico su ghiaccio a coppie.

## Palmarès
coppie con Marina Čerkasova
| Internazionali            | Internazionali | Internazionali | Internazionali | Internazionali | Internazionali |
| Evento                    | 1976–77        | 1977–78        | 1978–79        | 1979–80        | 1980–81        |
| ------------------------- | -------------- | -------------- | -------------- | -------------- | -------------- |
| Giochi olimpici invernali |                |                |                | 2°             |                |
| Campionati mondiali       | 4°             | 4°             | 2°             | 1°             | 4°             |
| Campionati europei        | 3°             | 2°             | 1°             | 2°             | 3°             |
| Prize of Moscow News      | 1°             |                |                |                |                |
| Nazionali                 |                |                |                |                |                |
| Campionati sovietici      | 3°             | 1°             | 1°             |                | 3°             |